# Mathieu de Morgues

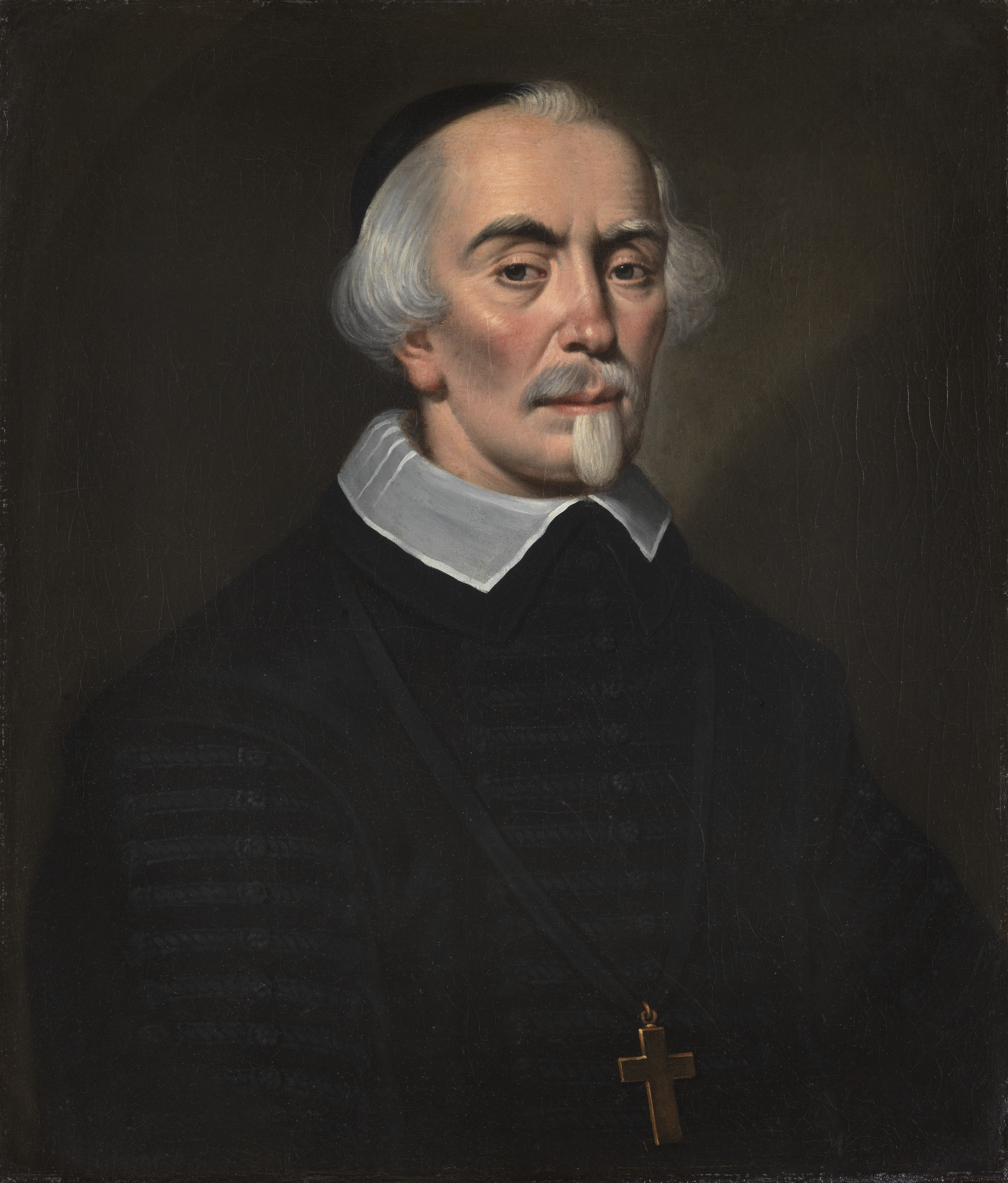
Mathieu de Morgues (Porträt von unbekannt im Museum Plantin-Moretus, Antwerpen)

Mathieu de Morgues (* 1582; † 29. Dezember 1670) war ein französischer Jesuit und politischer Schriftsteller.

## Leben und Werk
Mathieu de Morgues entstammte dem Adel der Provinz Velay. Er wurde Jesuit und ging über Avignon nach Paris. Ab 1613 war er Hofprediger der Margarete von Valois und vor allem ab 1618 der Königinmutter Maria von Medici. Von 1624 bis 1630 gehörte er zu Richelieus Propagandaministerium. Dann brach er mit ihm und verfasste Pamphlete gegen König Ludwig XIII. und gegen Richelieu. Er floh mit Maria von Medici in die Niederlande und schrieb gegen Richelieu von Antwerpen aus. Schließlich schrieb er auch gegen Mazarin. Nach dem Urteil von Alain Viala erhob er die politische Streitschrift zu einer Kunst im Dienste der Aggression.